# Eva Jancak
Eva Jancak, bürgerlich Eva Nagl-Jančak (* 9. November 1953 in Wien; † 28. März 2024 ebendort), war eine österreichische Psychologin, Psychotherapeutin, Autorin und Schriftstellerin.

## Leben
Eva Jancak studierte Psychologie an der Universität Wien und promovierte 1980 zur Dr. phil. Anschließend war sie als Psychologin und Psychotherapeutin tätig. Sie lebte zeitweise auch in Niederösterreich.
Seit 1973 war sie schriftstellerisch tätig (Erzählungen, eine Novelle und Romane) und veröffentlichte in literarischen Zeitschriften, Anthologien und im ORF. Für vier Jahre war Jancak Mitglied des Arbeitskreises schreibender Frauen.
Seit 1987 war sie freiberuflich tätig und Mitglied bei der GAV. 1982 wurde Jancak mit dem Kinder- und Jugendbuchpreis der Stadt Wien und 1987 mit dem Theodor-Körner-Preis ausgezeichnet. Außerdem erhielt sie den dritten Preis beim Amadeus-Hörbuchwettbewerb und war von 2007 bis zu ihrem Tod Jurymitglied beim Ohrenschmaus-Literaturpreis für Menschen mit Lernbehinderungen.
Eva Jancak war verheiratet mit Alfred Nagl; aus der Ehe ging eine Tochter hervor.

## Romane und Erzählungen
- Hierarchien oder der Kampf der Geräusche. Roman. Edition Wortbrücke, Wien 1990, ISBN 3-900817-08-1.
- Wiener Verhältnisse. Roman. DigiBuch 2000.
- Schreibweisen, drei Erzählungen aus dem Wiener Literaturbetrieb. DigiBuch/Melzer 2002.
- Lore und Lena. Erzählung für Kinder. DigiBuch/Melzer 2002, DNB 976972328.
- Mutter möchte zwanzig Kinder, Erzählung für Kinder, DigiBuch/Melzer 2002.
- Die Viertagebuchfrau. Roman. DigiBuch/Melzer 2002.
- Best of – das Eva Jancak Lesebuch. Texte der letzten Jahre. Novum, Horitschon 2003.
- Das Glück in der Nische – sozusagen eine Globalisierungsnovelle. Novum, Horitschon 2003.
- Eine begrenzte Frau. Erzählung. Novum, Horitschon 2003.
- Besessen oder das literarische Leben der Dora Faust. Roman. Novum, Horitschon 2003.
- Tauben füttern. Kriminalroman. Novum, Horitschon 2004.
- M. M. oder die Liebe zur Germanistik. Erzählung. Novum, Horitschon 2005.
- Die Zusteigerin oder die Reise nach Odessa. Erzählung. Novum, Horitschon 2005.
- Best of 2. Das Eva Jancak Lesebuch. Geschichten von 2001 bis 2005. Novum, Horitschon 2005.
- Die Stimmungen der Karoline Wagner oder Fluchtbewegung. Roman. Novum, Horitschon 2006.
- Wie süß schmeckt Schokolade. Ein Wiener Stadtroman. Novum Neckenmarkt, 2007.
- Wilder Rosenwuchs. Erzählung. Novum Neckenmarkt, 2007.
- Trotzdem. Roman. Novum Neckenmarkt, 2008.
- Novembernebel, Digitaldruck.at, 2008
- Die Radiosonate oder das einsame Jahr, Roman, Digitaldruck.at, 2009
- Das Haus, Erzählung, Digitaldruck.at, 2009
- Mimis Bücher, Erzählung, Digitaldruck.at, 2010
- Sophie Hungers Krisenwelt, Roman, Digitaldruck.at, 2010
- Heimsuchung oder halb ein, Erzählung, Digitaldruck.at, 2010
- Zwillingswelten, Roman, Digitaldruck.at, 2011
- Absturzgefahr, Roman, Digitaldruck.at, 2011
- Die Frau auf der Bank,  Roman, Digitaldruck.at, 2012
- Paula Nebel, Erzählung, Digitaldruck.at, 2012
- Die Wiedergeborene, Roman, Digitaldruck.at, 2012
- Kerstins Achterln, Roman, Digitaldruck.at, 2013
- Beim Sterben sollte man zu Hause sein, Roman, Digitaldruck.at, 2013
- Literaturgeflüster-Texte-Buch, Digitaldruck.at, 2013
- Dreizehn Kapitel, Erzählung, Digitaldruck.at, 2014
- Brüderschaft, Roman, Digitaldruck.at, 2014
- Anna kämpft gegen das Vergessen, Roman, Digitaldruck.at, 2014
- Miranda Schutzengelchen, Erzählung,  Digitaldruck.at.2015
- Im Namen des Vaters, Roman,  Digitaldruck.at, 2015
- Die Pensionsschockdepression oder Selmas Kopftuch, Roman, Digitaldruck. at, 2016
- Die ereignisreichen Sommererlebnisse vier prekärer Literaturstudentinnen, Roman, Digitaldruck.at, 2016
- Paul und Paula, Erzählung, Digitaldruck.at, 2016
- Nika, Weihnachtsfrau oder ein Dezember, Digitaldruck.at, 2016
- Nicht berühren oder Notizen zur Romanentstehung, Digitaldruck.at, 2016
- Claire-Klara-Clarisse oder wilder Lavendel, Erzählung, Digitaldruck.at, 2017
- Vor dem Frühstück kennt dich keiner, Digitaldruck.at, 2017
- Besser spät als nie, Digitaldruck.at, 2018
- Die unsichtbare Frau, Digitaldruck.at, 2018
- Magdalena Kirchberg schreibt einen Roman, Digitaldruck.at, 2019
- Literaturgeflüsterbuch II Mein Schreiben Meine Bücher, Digitaldruck.at, 2020
- Fräulein Nos Nachtcafe, Digitaldruck.at, 2020
- Kein Frühlingserwachen mehr, Digitaldruck.at, 2020
- Ein braunrot kariertes Notizbuch, Digitaldruck.at, 2020
- Mathilde im Coronaland, Digitaldruck.at, 2021
- Corona Texte Buch, Digitaldruck.at, 2021
- Wo wir waren oder Hundert Seiten Depression, Digitaldruck.at, 2022
- Seitengewitter, Digitaldruck.at, 2022
- Frauenleben Frauenleiden, Digitaldruck.at, 2022
- Arbeitstitel Wien 2021, Digitaldruck.at, 2022
- Die Uhren haben ihre Zeit verloren oder Fritzi Jelinek sucht einen Autor, Digitaldruck.at, 2022
- Die gestohlenen Jahre, Digitaldruck.at, 2022
- In den Wolken leben oder das soziale Kreditsystem, Digitaldruck.at, 2023
- Flora Fauns Bücherberge oder ein Freund kehrt zurück, Digitaldruck.at, 2023
- Bratislava, Prag, Budapest oder ein Dreimäderlhaus, Digitaldruck.at, 2023
- Ukraine Blues, Digitaldruck.at, 2023
- Die Toten lassen grüßen, Digitaldruck.at, 2024

## Sachbücher
- mit Edith Thabet: Laß dir Zeit, Stottern will verlernt sein. Über Entwicklungsstörungen bei Kindern. Fischer Taschenbuch, Frankfurt am Main 1989, ISBN 3-596-23530-8.
- Verhaltenstherapie bei erwachsenen Stotterern. Ein therapeutisches Übungsprogramm. Orac Verlag, Wien 1993, ISBN 3-7007-0360-0.